# Mythimna propensa
Mythimna propensa är en fjärilsart som beskrevs av Rudolf Püngeler 1906. Mythimna propensa ingår i släktet Mythimna och familjen nattflyn. Inga underarter finns listade i Catalogue of Life.